# 1451 en Angleterre
Chronologie de l'Angleterre
- 1447
- 1448
- 1449
- 1450
- 1451
- 1452
- 1453
- 1454
- 1455

Cette page concerne l'année 1451 du calendrier julien.

## Naissances en 1451
- 1er janvier : John Radcliffe, 9e baron FitzWalter
- 5 mars : William Herbert, 2e comte de Pembroke
- 1er juin : Giles Daubeney, 1er baron Daubeney
- 5 septembre : Isabelle Neville, duchesse de Clarence
- Date inconnue :
  - William Boleyn, shérif du Kent
  - Richard Corbet, chevalier
  - Thomas Long de Draycot, politicien
  - John More, juge

## Décès en 1451
- 9 avril : John Wessington, moine bénédictin
- 12 septembre : Henry Chippenham, member of Parliament pour Hereford
- 17 novembre : William Byngham, religieux
- Date inconnue :
  - Robert Browe, member of Parliament pour le Rutland
  - Thomas Coventre, member of Parliament pour Devizes
  - Richard Milbourne, member of Parliament pour le Wiltshire
  - John Lydgate, moine et poète
  - Richard Vernon, speaker de la Chambre des communes